# Campeonato Europeo de Lucha de 1972
El XXIV Campeonato Europeo de Lucha se celebró en Katowice (Polonia) en el año 1972 bajo la organización de la Federación Internacional de Luchas Asociadas (FILA) y la Federación Polaca de Lucha.

## Resultados

### Lucha grecorromana
| Evento  | Oro                          | Plata                          | Bronce                         |
| ------- | ---------------------------- | ------------------------------ | ------------------------------ |
| 48 kg   | Gheorghe Berceanu Rumania    | Stefan Anguelov Bulgaria       | Vladimir Zubkov URSS           |
| 52 kg   | Jan Michalik · Polonia       | Vitali Konstantinov URSS       | Petar Kirov Bulgaria           |
| 57 kg   | Jristo Traikov Bulgaria      | Yuri Sokolov URSS              | Ion Baciu Rumania              |
| 62 kg   | Gueorgui Markov Bulgaria     | Martti Laakso · Finlandia      | Kazimierz Lipień · Polonia     |
| 68 kg   | Jürgen Hähnel RDA            | Antal Steer · Hungría          | Andrzej Supron · Polonia       |
| 74 kg   | Petros Galaktópulos · Grecia | Kasim Jalilov URSS             | Vítězslav Mácha Checoslovaquia |
| 82 kg   | Anatoli Nazarenko URSS       | Ion Gabor Rumania              | Miroslav Janota Checoslovaquia |
| 90 kg   | Stoyan Ivanov Bulgaria       | Omar Bliadze URSS              | Darko Nišavić Yugoslavia       |
| 100 kg  | Nikolai Yakovenko URSS       | Andrzej Skrzydlewski · Polonia | Nicolae Martinescu Rumania     |
| +100 kg | Alexandar Tomov Bulgaria     | Anatoli Kochnev URSS           | Victor Dolipschi Rumania       |

### Lucha libre
| Evento  | Oro                      | Plata                     | Bronce                      |
| ------- | ------------------------ | ------------------------- | --------------------------- |
| 48 kg   | Sefer Baygın Turquía     | Jürgen Möbius RDA         | Ognian Nikolov Bulgaria     |
| 52 kg   | Arsen Alajverdiyev URSS  | Bayu Baev Bulgaria        | Emil Butu Rumania           |
| 57 kg   | Ivan Kuleshov URSS       | Ivan Shavov Bulgaria      | Zbigniew Żedzicki · Polonia |
| 62 kg   | Ruslan Pliyev URSS       | Mehmet Sarı Turquía       | Petre Coman Rumania         |
| 68 kg   | Ismail Yuseinov Bulgaria | Petre Poalelungi Rumania  | Šefer Saliovski Yugoslavia  |
| 74 kg   | Adolf Seger RFA          | Roman Marsaguishvili URSS | Yancho Pavlov Bulgaria      |
| 82 kg   | Vasili Siulzhin URSS     | Ivan Iliev Bulgaria       | Wolfgang Nitschke RDA       |
| 90 kg   | Guennadi Strajov URSS    | Rusi Petrov Bulgaria      | Paweł Kurczewski · Polonia  |
| 100 kg  | Ivan Yaryguin URSS       | Vasil Todorov Bulgaria    | Gerd Bachmann RDA           |
| +100 kg | Alexandr Medved URSS     | Osman Duraliev Bulgaria   | Ștefan Stîngu Rumania       |

## Medallero
| Núm. | País           | Oro | Plata | Bronce | Total |
| ---- | -------------- | --- | ----- | ------ | ----- |
| 1    | URSS           | 9   | 6     | 1      | 16    |
| 2    | Bulgaria       | 5   | 7     | 3      | 15    |
| 3    | Rumania        | 1   | 2     | 6      | 9     |
| 4    | Polonia        | 1   | 1     | 4      | 6     |
| 5    | RDA            | 1   | 1     | 2      | 4     |
| 6    | Turquía        | 1   | 1     | 0      | 2     |
| 7    | Grecia         | 1   | 0     | 0      | 1     |
| 7    | RFA            | 1   | 0     | 0      | 1     |
| 9    | Finlandia      | 0   | 1     | 0      | 1     |
| 9    | Hungría        | 0   | 1     | 0      | 1     |
| 11   | Checoslovaquia | 0   | 0     | 2      | 2     |
| 11   | Yugoslavia     | 0   | 0     | 2      | 2     |
|      | TOTAL          | 20  | 20    | 20     | 60    |